# Ian Brown (nadador)
Ian Robert Brown (14 de agosto de 1965) es un deportista australiano que compitió en natación.
Ganó tres medallas en el Campeonato Pan-Pacífico de Natación de 1991. Participó en dos Juegos Olímpicos de Verano, ocupando el cuarto lugar en Seúl 1988 (4 × 200 m libre) y el quinto en Barcelona 1992 (400 m libre).

## Palmarés internacional
| Campeonato Pan-Pacífico | Campeonato Pan-Pacífico | Campeonato Pan-Pacífico | Campeonato Pan-Pacífico |
| Año                     | Lugar                   | Medalla                 | Prueba                  |
| ----------------------- | ----------------------- | ----------------------- | ----------------------- |
| 1991                    | Edmonton (Canadá)       | Medalla de oro          | 200 m libre             |
| 1991                    | Edmonton (Canadá)       | Medalla de plata        | 400 m libre             |
| 1991                    | Edmonton (Canadá)       | Medalla de plata        | 4 × 200 m libre         |